# تپه زنجیرلی
تپه زنجیرلی (به ترکی: Zincirli Höyük) نام امروزی تپه‌ای تاریخی است در جنوب ترکیه که محل یکی از سکونتگاه‌های قوم هندواروپایی هیتی بود. هیتی‌ها به این محل یادیا می‌گفتند و پس از بنیاد این سکونتگاه، از ۱۷۲۵ تا ۱۲۰۰ پیش از میلاد در آن نشیمن داشتند. پس از فروپاشی امپراتوری هیتی‌ها، یادیا به عنوان یک شاهزاده‌نشین آرامی سر بر آورد و آرامی‌ها آن را سمعال نامیدند. سمعال در سال ۹۴۰ ق.م تبدیل به یک پادشاهی شد و این پادشاهی تا سال ۶۸۰ ق.م که آشوری‌ها بر آن چیره شدند ادامه یافت.
محل تپه زنجیرلی در کوهستان آلاداغلار در استان غازی‌عینتاب ترکیه است. در تپه زنجیرلی ۶ بنای باستان به شیوه بیت حلانی نیز کاوش شده است.

## تاریخچه
مکان تپه زنجیرلی در اوایل عصر برنز (حدود 3000-2000 قبل از میلاد) و عصر برنز میانه از سال قبل از میلاد اشغال شده است. 2000 تا 1650، زمانی که توسط پادشاه هیتی هاتوسیلی اول غارت شد.